# Novochopërsk
Novochopërsk (anche traslitterata come Novohopërsk, Novokhopërsk, Novokhopyorsk) è una cittadina della Russia europea sudoccidentale, situata nell'Oblast' di Voronež, 270 km a sudest del capoluogo sul fiume Chopër; è capoluogo del distretto omonimo.
Fondata nel 1710 come fortezza, ottenne status di città nel 1779.

## Società

### Evoluzione demografica
Fonte: mojgorod.ru
- 1897: 6.100
- 1939: 8.500
- 1970: 8.700
- 1989: 8.000
- 2002: 7.640
- 2006: 7.200